# ERGIC3
ERGIC3 (англ. ERGIC and golgi 3) – білок, який кодується однойменним геном, розташованим у людей на короткому плечі 20-ї хромосоми. Довжина поліпептидного ланцюга білка становить 383 амінокислот, а молекулярна маса — 43 222.
| 10         |  | 20         |  | 30         |  | 40         |  | 50         |
| ---------- |  | ---------- |  | ---------- |  | ---------- |  | ---------- |
| MEALGKLKQF |  | DAYPKTLEDF |  | RVKTCGGATV |  | TIVSGLLMLL |  | LFLSELQYYL |
| TTEVHPELYV |  | DKSRGDKLKI |  | NIDVLFPHMP |  | CAYLSIDAMD |  | VAGEQQLDVE |
| HNLFKQRLDK |  | DGIPVSSEAE |  | RHELGKVEVT |  | VFDPDSLDPD |  | RCESCYGAEA |
| EDIKCCNTCE |  | DVREAYRRRG |  | WAFKNPDTIE |  | QCRREGFSQK |  | MQEQKNEGCQ |
| VYGFLEVNKV |  | AGNFHFAPGK |  | SFQQSHVHVH |  | DLQSFGLDNI |  | NMTHYIQHLS |
| FGEDYPGIVN |  | PLDHTNVTAP |  | QASMMFQYFV |  | KVVPTVYMKV |  | DGEVLRTNQF |
| SVTRHEKVAN |  | GLLGDQGLPG |  | VFVLYELSPM |  | MVKLTEKHRS |  | FTHFLTGVCA |
| IIGGMFTVAG |  | LIDSLIYHSA |  | RAIQKKIDLG |  | KTT        |  |            |

A: Аланін

C: Цистеїн

D: Аспарагінова кислота

E: Глутамінова кислота

F: Фенілаланін

G: Гліцин

H: Гістидин

I: Ізолейцин

K: Лізин

L: Лейцин

M: Метіонін

N: Аспарагін

P: Пролін

Q: Глутамін

R: Аргінін

S: Серин

T: Треонін

V: Валін

W: Триптофан

Кодований геном білок за функцією належить до фосфопротеїнів. 
Задіяний у таких біологічних процесах, як транспорт, транспорт між ендоплазматичним ретикулумом і апаратом Гольджі, ацетилювання, альтернативний сплайсинг. 
Локалізований у мембрані, ендоплазматичному ретикулумі, апараті гольджі.